# عبد المنعم واصل
عبد المنعم واصل (30 ديسمبر 1927 - 17 مايو 2002) قائد عسكري مصري شارك في حرب أكتوبر.

## النشأة
عبد المنعم واصل بعد حصوله علي الثانوية العامة التحق بكلية التجارة جامعة القاهرة، بعد حصوله علي البكالوريوس التحق بالكلية الحربية عام 1940 وحصل علي العديد من الدورات في الاتحاد السوفيتي وبريطانيا وأمريكا، ويعد من الضباط المصريين القلائل الذين شاركوا في الحرب العالمية الثانية، وحرب فلسطين، و1956 وكان وقتها قائدا لتشكيل مدرع. تدرج في العمل بالقوات المسلحة الذي استمر لاكثر من ربع قرن.

## حرب 1967
في حرب 1967، كان عبد المنعم واصل برتبة عميد وقاد اللواء 14 مدرع مساندا للواء 11 مشاه في منطقة أم القطف وجبل لبنى بوسط سيناء ورفض الاستسلام للهزيمة وأدار معركة من أقوي المعارك وكبد القوات الإسرائيلية خسائر بلغت 47 دبابة، 6 عربات مجنزرة اعترف بها موشي ديان وغيره من قادة إسرائيل. وواصل دوره في إعادة بناء القوات المسلحة لخوض معركة النصر.

## حرب أكتوبر 1973
عن ليلة الهجوم قال الفريق عبد المنعم واصل: في الليلة التي سبقت العبور كنا ننفذ مشروع الربيع وانقلب الي حرب حقيقية فجهزنا القوارب التي كنا نستخدمها ودفعناها الي الساتر الترابي تحت اشراف مجموعة خدمة القائد المكلفة بإرشاد الوحدات للطرق والمحاور، وكنا في مركز القيادة وحوالي الساعة السابعة ليلا اتصل بي المشير محمد عبد الغني الجمسي وطلب مني إرسال ضابط برتبة كبيرة لاستلام مظروف سري ومختوم بالختم الأحمر، ورجع الضابط حوالي الساعة الثامنة وكان في المظروف ان سعت س هي 1400 فقمت باحضار رؤساء قيادة الجيش وقادة الفرقتين والفرقة الاحتياطي، وعندما حلت الساعة 1400 امرنا الجنود بنفخ القوارب لان سعت س كانت 1410، ففي تمام الساعة الثانية وخمس دقائق يوم السادس من أكتوبر قلت للابطال: ابنائي الشجعان من محاربي الجيش الثالث الميداني.. أمامكم القناة قناتكم وهانتم تسمعون امواجها، وهناك علي الضفة الشرقية أرض سلبت والان حان اليوم والوقت لاستعادتها وتطهيرها.. ايها الرجال حانت ساعة الجهاد.
ثم يقول اللواء عبد المنعم واصل: قام اللواء 130 مشاة أسطول بعبور القناة، وخصص للفرقة 19 ضمن مهمتها مهاجمة نقطة لسان بور توفيق، وضربنا هذه النقطة بكل أنواع المدفعية التي نملكها وأحضرنا لهم سريتين من الدبابات وأدخلناهما علي لسان بور توفيق، وقام بالضربة البطل العقيد أنور خيري الذي كان يقوم بالضرب بنفسه. بمجرد أن عبرت قواتنا الجوية الضفة الشرقية لقناة السويس لم ينتظر البطل عبد المنعم واصل عودتها وأمر رجاله بالعبور فكانت قواته أول من رفعت العلم المصري عاليا فوق سيناء.
أثناء عبور القوات الرئيسية لقناة السويس واجهت صعوبات كبيرة في إنشاء كباري الجيش الثالث الميداني فوقف عبد المنعم واصل بين رجال المهندسين العسكريين يحثهم علي سرعة الانتهاء ثم أمر بعبور الفرقة 19 علي كباري ومعدات الفرقة السابعة، ولم يترك الضفة الغربية لقناة السويس حتي اقيمت جميع الكباري وعبرت جميع القوات، وفي السادس من أكتوبر 1973 قال أحد القادة الإسرائيليين: إن ما رأيته بعيني أصابني بالذهول فالجنود المصريين يتدفقون علي القناة ويشقون المانع المائي بمعدل مرتفع عند الطرف الجنوبي للقناة كالاعصار.
كان الفريق عبد المنعم واصل له دورا كبيرا في صد الثغرة التي حدثت في الدفرسوار خلال معارك أكتوبر 1973، وفي مقابلتي مع البطل محمد المصري صائد الدبابات قال: خلال المعارك أصدر البطل محمد عبد الحليم أبو غزالة قائد مدفعية الجيش الثاني الميداني أوامره بالتحرك من زملائي الي منطقة الثغرة تحت قيادة البطل عبد المنعم واصل. بعد تجميع كتائب اللواء 128 مظلات تم اخنياري مع اثنين من موجهي الصواريخ للتعامل مع 3 دبابات إسرائيلية مستترة خلف إحدى التبات وتقوم بالضرب في أي وقت وفي كل اتجاه، وتقدم الضارب الأول وإطلاق صاروخه علي الدبابة الأولي فتحولت الي كومة من النيران، وأطلق الثاني صاروخه علي الدبابة الثانية ففرت هاربة بعد اصابتها وبقيت الدبابة الثالثة من نصيبي حيث كانت مخندقة ولم يظهر منها سوى فتحة الماسورة فبقيت مرابطا لها علي مدار 36 ساعة، وبعد أن أعطيت الأمان لمن بداخلها بدأ يظهر ثلث الماسورة فعلي الفور سارعت بإطلاق صاروخي علي فوهة الماسورة فانفجرت الدبابة وصاح كل من كان بالموقع (الله أكبر) وبعد فترة قصيرة فوجئت بحضور البطل عبد المنعم واصل الي الموقع وهناني وأعطاني عشرة جنيهات قائلا: والله يا بطل ما في جيبي غيرها.
كانت تعليمات عبد المنعم واصل للضباط والجنود خلال معارك أكتوبر 1973 بعدم المساس بالأسرى الإسرائيلين مهما كانت الظروف ومعاملتهم إنسانيا لان مصر تحترم القانون الدولي للحرب.. والقانون الإنسانى واتفاقيات جنيف كما أن الدين الإسلامي يحثنا على ذلك. بعد انتهاء المعارك تم تعيين البطل عبد المنعم واصل مساعدا لوزير الحربية في شهر ديسمبر عام 1973.

## تكريمات وأوسمة
في الثامن عشر من شهر فبراير 1973 تم تكريمه ضمن الابطال المكرمين في الجلسة التاريخية لمجلس الشعب حيث منحه الرئيس السادات أرفع الاوسمة العسكرية، ومنحه الرئيس الليبي معمر القذافي أرفع الاوسمة الليبية وهو وسام الشجاعة. خلال المشوار العسكري للبطل عبد المنعم واصل حصل علي مجموعة من الأوسمة والأنواط، ويعد من القادة العسكريين القلائل الذين منحوا وسام الجمهورية من الطبقة الأولي.
في السابع والعشرين من شهر مارس عام 1974 تم تعينه محافظا لسوهاج، وفي الثاني عشر من شهر ديسمبر عام 1976 تم تعينه محافظا للشرقية وظل حتي شهر نوفمبر 1978.

## وفاته
في يوم الجمعة السابع عشر من شهر مايو عام 2002 ـ الخامس من شهر ربيع الأول عام 1423 هـ انتقل البطل الفريق عبد المنعم واصل الي الدار الاخرة، وشيعت جنازته بعد ظهر يوم السبت من مسجد القوات المسلحة (آل رشدان) في جنازة عسكرية، وقد نعاه محمد حسني مبارك رئيس الجمهورية بالمزيد من الحزن والاسي في بيان صدر عن رئاسة الجمهورية جاء فيه:

## الانضباط
كان نموذجا للقيادة الناجحة والقدوة الحسنة فذات يوم وقف بين رجاله ينادي علي رتبة الملازم طارق عبد المنعم واصل قائلا له: أنا والدك فقط في المنزل ولا بد أن تكون قدوة.. أنت محبوس 15 يوما.